# Majkopská kultura
Majkopská kultura je kultura starší doby bronzové, jejíž pozůstatky byly nalezeny na území dnešního jižního Ruska a na severozápadě Kavkazu. Místem prvního nálezu je město Majkop, kde byl v roce 1897 vykopán velký kurgan. Mnoho hrobových nálezů svědčí o použití vozů; nejstarší kola byla skutečně nalezena severně od oblasti Majkopu. Mimořádně bohaté hroby svědčí o sociální diferenciaci. Obecně se předpokládá, že majkopská kultura zahrnovala kmeny s náčelníky.